# Кастана (Ајова)
Кастана (енгл. Castana) град је у америчкој савезној држави Ајова. По попису становништва из 2010. у њему је живело 147 становника.

## Демографија
Према попису становништва из 2010. у граду је живело 147 становника, што је -31 (-17.4%) становника више него 2000. године.
| Група             | 2000.       | 2010.       |
| Белци             | 175 (98,3%) | 146 (99,3%) |
| Афроамериканци    | 0 (0,0%)    | 0 (0,0%)    |
| Азијати           | 0 (0,0%)    | 0 (0,0%)    |
| Хиспаноамериканци | 0 (0,0%)    | 1 (0,7%)    |
| Укупно            | 178         | 147         |